# Ніфілолі
Ніфілолі — острів у групі Рифових островів (широта: 10° 10' 60 пд. ш., довгота: 166° 13' 60 сх. д.), у провінції Темоту на Соломонових островах. Орієнтовна висота місцевості над рівнем моря — 19 м. Попри розташування в Меланезії, населення островів полінезійське.
Мова, якою розмовляють на Ніфілолі — мова Пілені.